# Ludvig Ludvigsen Daae

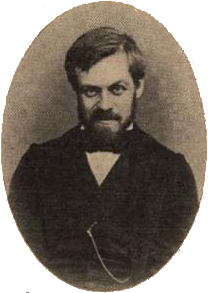
Ludvig Daae

Ludvig Daae, Ludvig Ludvigsen Daae (* 7. Dezember 1834 in Aremark; † 10. März 1910 in Christiania) war ein norwegischer Historiker.

## Familie
Daaes Eltern waren der Personellkaplan Ludvig Daae (1806–1835) und dessen Frau Sara Jessine Louise Brock (1811–1891). Er heiratete am 28. Dezember 1859 Johanna Sigvarda Koren (17. November 1835–10. April 1899), Tochter des Lehnsmann Jess Diderichsen Koren (1793–1867) und dessen Frau Margrethe Christine Reich (1797–1873).

## Werdegang
Daaes Vater starb früh, und die Mutter heiratete Pfarrer Hegermann Brochmann. Die Familie zog 1841 nach Kvinesdal. 1844 besuchte er die Schule in Flekkefjord. 1846 kam er auf die Kathedralschule in Christiania. Ab 1850 war er Mitglied des Kreises „Det lærde Holland“, der sich mit Literatur und Geschichte befasste. 1852 bestand er das Examen artium und studierte daraufhin klassische Philologie. Er sprach fließend Latein und war ein glühender Verehrer Ludvig Holbergs. 1859 legte er sein Examen ab. Danach war er teils als Lehrer tätig, 1860 als Hilfslehrer an der Lateinschule in Drammen, teils arbeitete er am Archiv. Die Archivarbeit führte ihn nach Schweden und öfters nach Dänemark, worauf er eine enge Beziehung zu Dänemark und zwar besonders zu Kopenhagen knüpfte. 1863 erhielt er ein Stipendium der Universität. 1869 wurde er als Nachfolger von Paul Botten-Hansen Universitätsbibliothekar. Der Kreis „Det lærde Holland“ war inzwischen immer konservativer geworden und stand in Distanz zu Bjørnstjerne Bjørnson. Daae schrieb 1870 ein anonymes Pamphlet gegen Bjørnson anlässlich der Wahl des Vorsitzenden des Studentenverbandes. 1876 wurde er ordentlicher Professor für Geschichte an der Universität Christiania, was er bis zum Tode blieb. 1872–1880 war er daneben noch Lehrer für Geschichte an der Kriegsschule.

## Wissenschaftliche Arbeit
Daae befasste sich mit den Kreuzzügen, der Papst- und Reformationsgeschichte und dem Humanismus. Schwerpunktmäßig forschte er aber über die norwegische Geschichte zwischen 1380 und 1814, die Zeit der dänischen Herrschaft. Zusammen mit Michael Birkeland, Torkel Halvorsen Aschehoug und Ernst Sars gehörte er der Generation der ersten Forscher über die „Dänische Zeit“ an, die größtenteils zum Club Det lærde Holland gehörten. 1867 kam es aber zu einer Spaltung dieser Gruppe mit Daae, Birkeland und Aschehoug auf der einen Seite und Sars auf der anderen. Sars beschrieb die Zeit aus nationaler Perspektive, während die übrigen diese Darstellungsweise der vier Jahrhunderte Gemeinschaft mit Dänemark als „falsche kraftpatriotische Auffassung“ kritisierten. Für Daae war diese Zeit eine Zeit des Wachstums, in der Norwegen aus dem Mittelalter herausgeführt worden war. Die Kirche war reformiert, zentrale Institutionen waren gegründet, neue Wirtschaftsweisen entwickelt worden, und neue Gesellschaftsschichten waren entstanden. Für die nationale Linke war dieser Standpunkt nicht akzeptabel. Er selbst spitzte den Streit zu, indem er dem dänischen Königshaus und speziell den Oldenburgern ein großes Verdienst für die Entwicklung Norwegens zusprach. Er pries Christian IV. und sorgte dafür, dass ihm 1880 ein Denkmal in Christiania errichtet wurde. Daae verfasste gegen Sars die polemische Schrift Om J. E. Sars's skrift „Historisk Indledning til Grundloven“ (Über J. E. Sars' Schrift „Historische Einführung zur Verfassung“). Hier stießen mitten im Verfassungskampf 1880 eine konservative und eine radikal nationale Sicht auf die norwegische Geschichte zusammen. Er schrieb viele Artikel in Fachzeitschriften, aber auch im Morgenbladet. Dort veröffentlichte er auch harsche Artikel gegen die national Gesinnten.
Daae verfasste viele Arbeiten, insbesondere Quelleneditionen der neueren Geschichte: 1861 Breve fra bekjendte nordmænd til R. Nyerup, 1864 eine Auswahl aus den Papieren des dänischen Mäzens Johan von Bülow und Aktenstücke aus Norwegens Kirchengeschichte. Aber er liebte mehr die kurzen Texte, Artikel und Aufsätze und mied die großen synthetischen Geschichtswerke. Seine Schwerpunkte waren die politische, die Kirchen- und die Wissenschaftsgeschichte. 1879 verfasste er Kong Christiern den Førstes norske Historie 1448–1458, eine Festschrift zum Universitätsjubiläum der Universität Kopenhagen. Sie ist nicht nur detailreich, sondern reich an hypothetischer Geschichtsschreibung, indem er häufig Initiativen verfolgt, die zu nichts geführt hatten, und daran Überlegungen knüpfte, wie die Geschichte verlaufen wäre, wenn sie erfolgreich gewesen wären. So erörtert er umfangreich, welche Chancen Schweden im 15. Jahrhundert hatte, Norwegen zu gewinnen, und wie dann die norwegische Geschichte verlaufen wäre. Auch Arbeiten über die Geschichte und Topografie einzelner Orte gehörten zu seinem Interessengebiet: Bidrag til Christianssunds Historie, Om de Hamarske Krøniker und En Krønike om Kvinesdal.
Daae erwähnt zwar die Freiheit im frühen Norwegen, aber er betont sehr die Einschränkungen dieser Freiheit durch die materielle Armut der meisten. Gerade für kleine Völker sei das gefährlich gewesen. Gegen die pathetische Feststellung von Sars, die norwegische Nation werde niemals sterben, arbeitet er heraus, wie nah Norwegen dem Untergang gewesen sei, als die Dänen es 1536 gerettet hätten.
Daae war 1869 Mitbegründer von Den norske historiske forening und der Historisk Tidsskrift und saß dort bis zu seinem Tode in der Leitung.

## Politik
Daae war konservativ. Aus seiner prodänischen Haltung heraus übte er scharfe Kritik am Linksnationalismus der zweiten Hälfte des 19. Jahrhunderts. Zwischen 1868 und 1904 schrieb er im Morgenbladet eine Reihe von Artikeln gegen die Linke. Das konservative Milieu um Morgenbladet beherrschte in den 70er Jahren das geistige Klima in Christiania, wozu Christian Friele, der Chefredakteur der Zeitung, das Seine beitrug. In den 70er und 80er Jahren gehörte Daae auch zum Kreis um Carl Gulbranson, dem Leiter der sogenannten „Novembervereinigung“, auch „Høyre“ (Rechte) genannt. Diese wollten das Lagting in ein Oberhaus des Stortings umwandeln, um den Einfluss der Beamtenschaft zu sichern und dem wachsenden Einfluss der „Volkspartei“ (Folkepartiet) entgegenzuwirken. 1884 war er Mitbegründer und Erster Vorsitzender der Grundlovsforening (Verfassungsvereinigung) in Aker und Redner auf vielen Versammlungen der Konservativen. Dänemark war für ihn geistige Heimat, Kopenhagen Norwegens geistige Hauptstadt und die Zeit nach 1800 durch Norwegens Verfall gekennzeichnet.

## Ehrungen
Daae war seit 1864 Mitglied der Videnskabs-Selskabet (Wissenschaftlichen Gesellschaft, heute Norwegische Akademie der Wissenschaften) in Christiania, seit 1871 Mitglied der Kongelige Norske Videnskabers Selskab und von vielen ausländischen Historischen Gesellschaften. Er wurde 1879 Ehrendoktor der Universität Kopenhagen anlässlich ihres 400-jährigen Bestehens. 1893 wurde er Mitglied der Königlichen Gesellschaft der Wissenschaften in Uppsala. Er wurde 1890 Ritter des St.-Olav-Ordens und erhielt 1905 das Kommandeurskreuz 2. Klasse. Er war auch Ritter des Nordstern-Ordens und des Dannebrogordens.

## Werke in Auswahl
- Breve fra bekjendte nordmænd til R. Nyerup (1861)
- Throndhjems stifts geistlige historie fra reformationen til 1814 (1863)
- Johan von Bülows papirer (1864)
- Lærebog i verdenshistorien (1864–1865) (Lehrbuch der Weltgeschichte, zusammen mit Siegv. Petersen)
- Det gamle Christiania 1624–1814. Illustrierte Ausgabe 1891
- Norske bygdesagn (1870) (Norwegische Ortssagen. 2. Bde. 1870, 1872)
- Breve fra danske og norske (1876) (Briefe von Dänen und Norwegern)
- Norges helgener (1879) (Norwegens Heilige)
- Matrikler over Nordiske Studerende ved fremmede Universiteter, Christiania [= Oslo] 1885
- Om Bergens Bispedømme i Middelalderen
- Bidrag til Norges historie i aarene 1434-l442
- Fru Inger Ottesdatter og hendes døtre
- Nordmænds udvandringer til Holland og England i nyere tid (1880)
- Om Stavanger stift i middelalderen (1899)
- Aufsätze in Historisk Tidsskrift
  - Nye Studier til Oprørshøvdingen Asmund Sigurdsons Historie.
  - Christopher Throndssøn Rustung, hans søn Enno og hans datter Skottefruen
  - Erik af Pommerns, Danmarks, Sveriges och Norges kongens, giftermaal med Philippa, prindsesse af England. (Erich von Pommerns … Heirat mit Prinzessin Philippa …)
  - Nordmænd og danske i Rusland i det attende aarh.